# 16445 Клімт
16445 Клімт (16445 Klimt) — астероїд головного поясу, відкритий 3 квітня 1989 року.
Тіссеранів параметр щодо Юпітера — 3,134.